# Resultados do Carnaval de Porto Alegre em 1993
Resultados do Carnaval de Porto Alegre em 1993. O grupo principal foi vencido pela escola Imperadores do Samba que apresentou o enredo, Lupi, podes entrar que a casa é tua.

## Grupo 1A
| Colocação | Escola                       | Nota       | Ref.  |
| --------- | ---------------------------- | ---------- | ----- |
| 1º        | Imperadores do Samba         |            | [ 1 ] |
| 2º        | Estado Maior da Restinga     |            | [ 1 ] |
| 3º        | Bambas da Orgia              |            | [ 1 ] |
| 4º        | Império da Zona Norte        |            | [ 1 ] |
| 5º        | Imperatriz Dona Leopoldina   |            | [ 1 ] |
| 6º        | União da Vila do IAPI        |            | [ 1 ] |
| 7º        | Academia de Samba Praiana    |            | [ 1 ] |
| 8º        | Academia Samba Puro          | Rebaixada  | [ 1 ] |
| *         | Estação Primeira da Figueira | Licenciada | [ 1 ] |

## Grupo 1B
| Colocação | Escola             | Nota      | Ref.  |
| --------- | ------------------ | --------- | ----- |
| 1º        | União da Tinga     | Promovida | [ 1 ] |
| 2º        | Filhos da Candinha | Promovida | [ 1 ] |

## Tribos
| Colocação | Tribo        | Ref.  |
| --------- | ------------ | ----- |
| 1º        | Os Comanches | [ 1 ] |
| 2º        | Guaianazes   | [ 1 ] |
| 3º        | Os Tapuias   | [ 1 ] |